# 神之水溫泉瀑布
44°09′14.1″N 145°07′44.8″E / 44.153917°N 145.129111°E

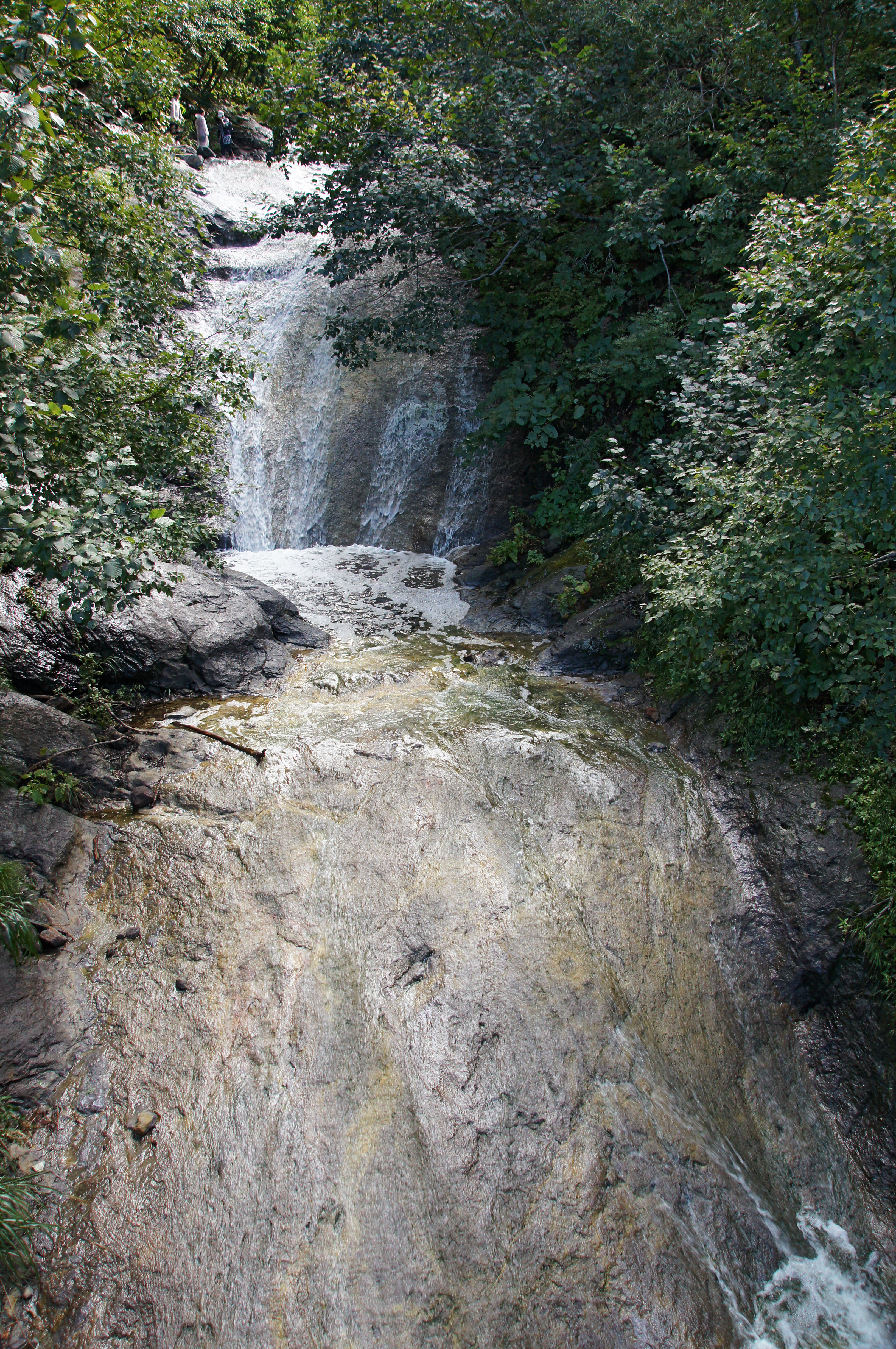
神之水溫泉瀑布

神之水溫泉瀑布為位於日本北海道知床半島神之水川（カムイワッカ川）的瀑布，高低落差20公尺，為知床八景之一。由於瀑布水源即為溫泉水，因此也是天然的露天溫泉場地，在瀑布前方的停車場旁設有簡易的更衣室可使用。
瀑布名稱的發音為「kamuy-wakka」，在阿伊努語中，「kamuy」為神的意思，「wakka」則是水的意思。由於河水內的溫泉成分含有過多的硫磺，不適合生物棲息，因此阿伊努語的名稱中也具有「魔水」的意思。
瀑布可以分為四階，從下游開始分別被命名為一之瀑布（一の滝）、二之瀑布（二の滝）、三之瀑布（三の滝）、四之瀑布（四の滝），但由於可能會有落石的危險，2006年起限制只能進入一之瀑布的區域，不能再往上游的其他瀑布進入。
前往瀑布的道路在每年六月至十月下旬可供車輛通行，但由於八、九月期間為旅遊高峰期，因此此期間限制一般車輛不能進入，只能搭乘斜里巴士的接駁車進入。
在瀑布下游河川入海處，還有一個神之水瀑布。

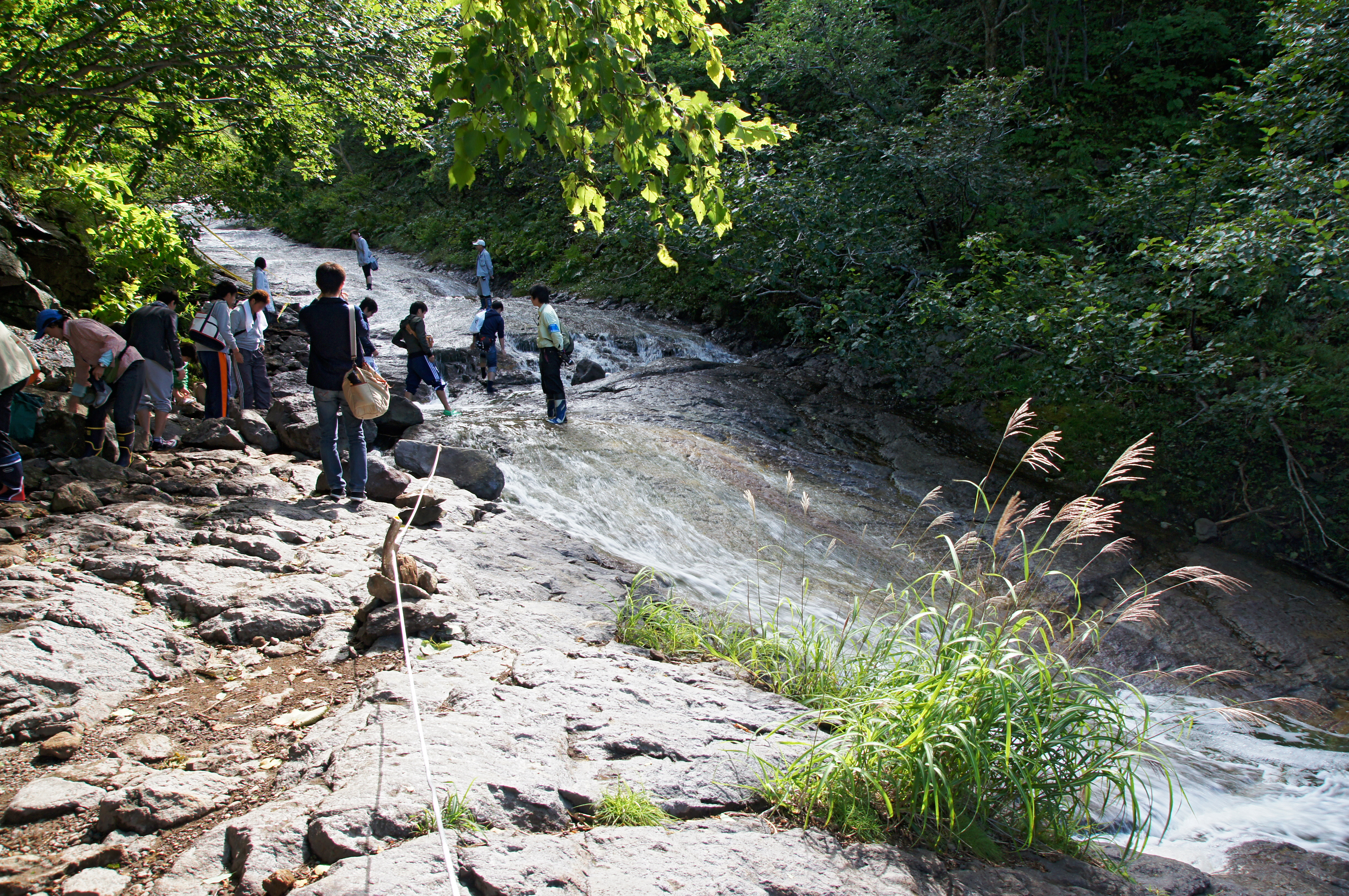
進入瀑布的入口
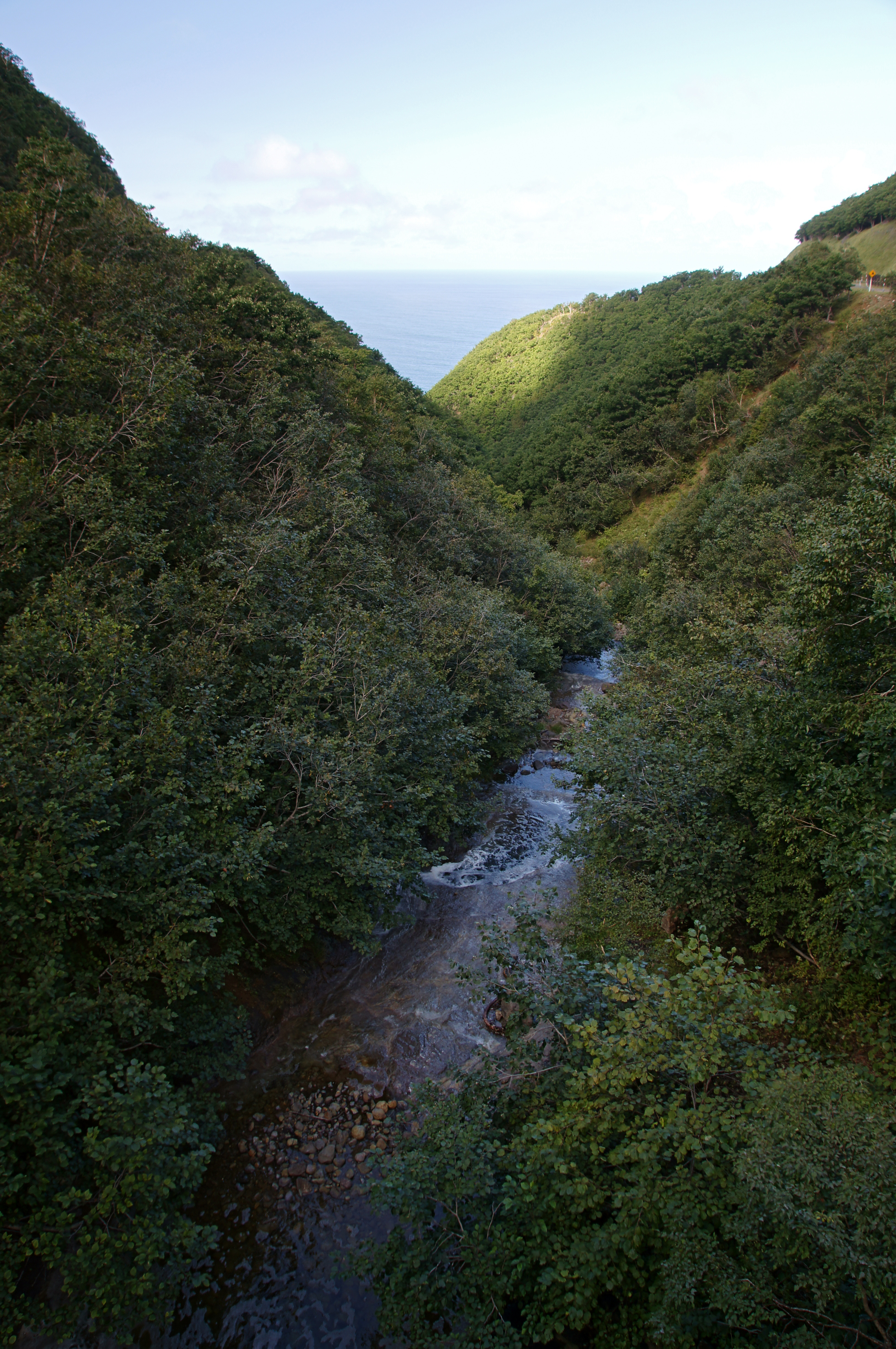
從神之水溫泉瀑布往下游望去
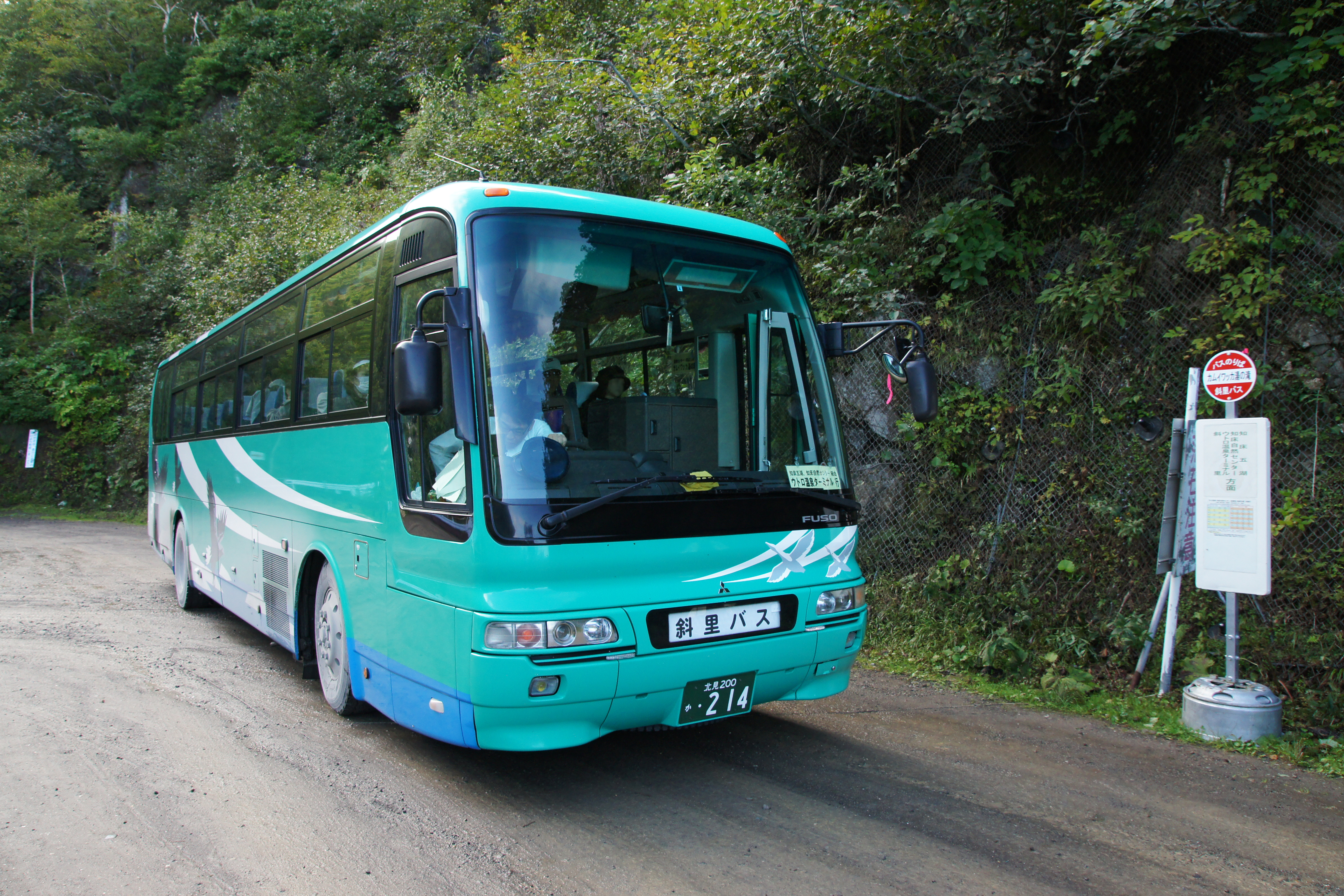
斜里巴士的接駁車

## 神之水瀑布

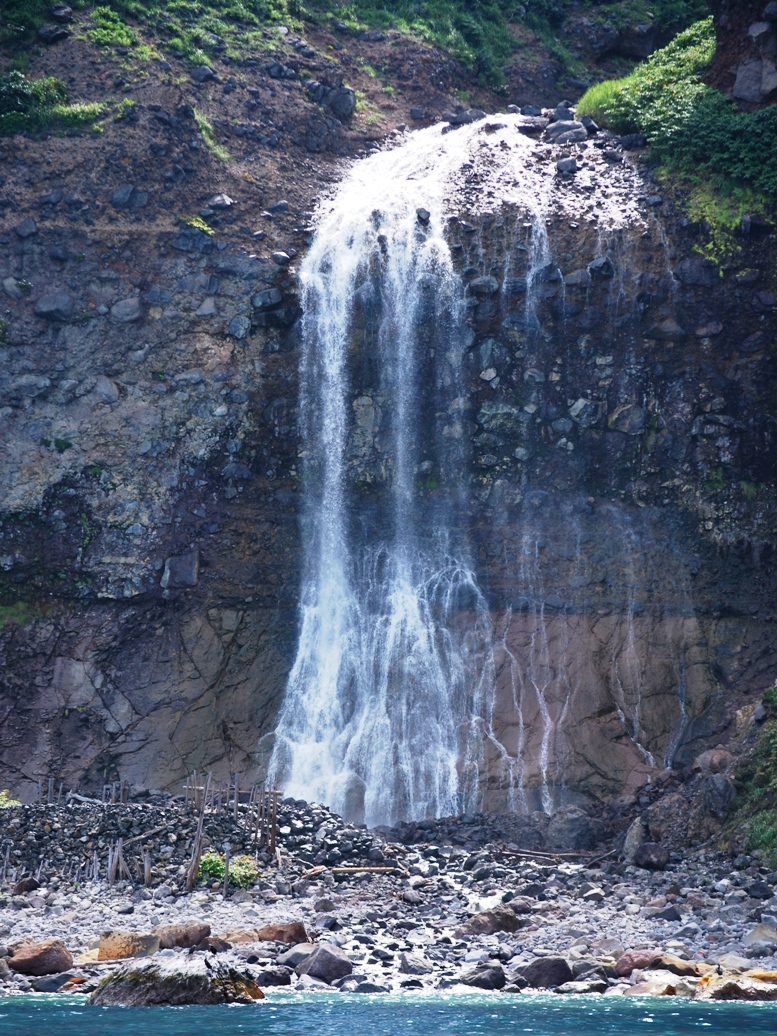
神之水瀑布

神之水瀑布位於神之水溫泉瀑布下游約一公里處的斷崖，高低落差30公尺，神之水川在此直接落入鄂霍次克海。由於斷崖緣故，從陸地難以接進瀑布並觀賞全貌。必須從宇登呂搭乘觀光船從海上觀看。

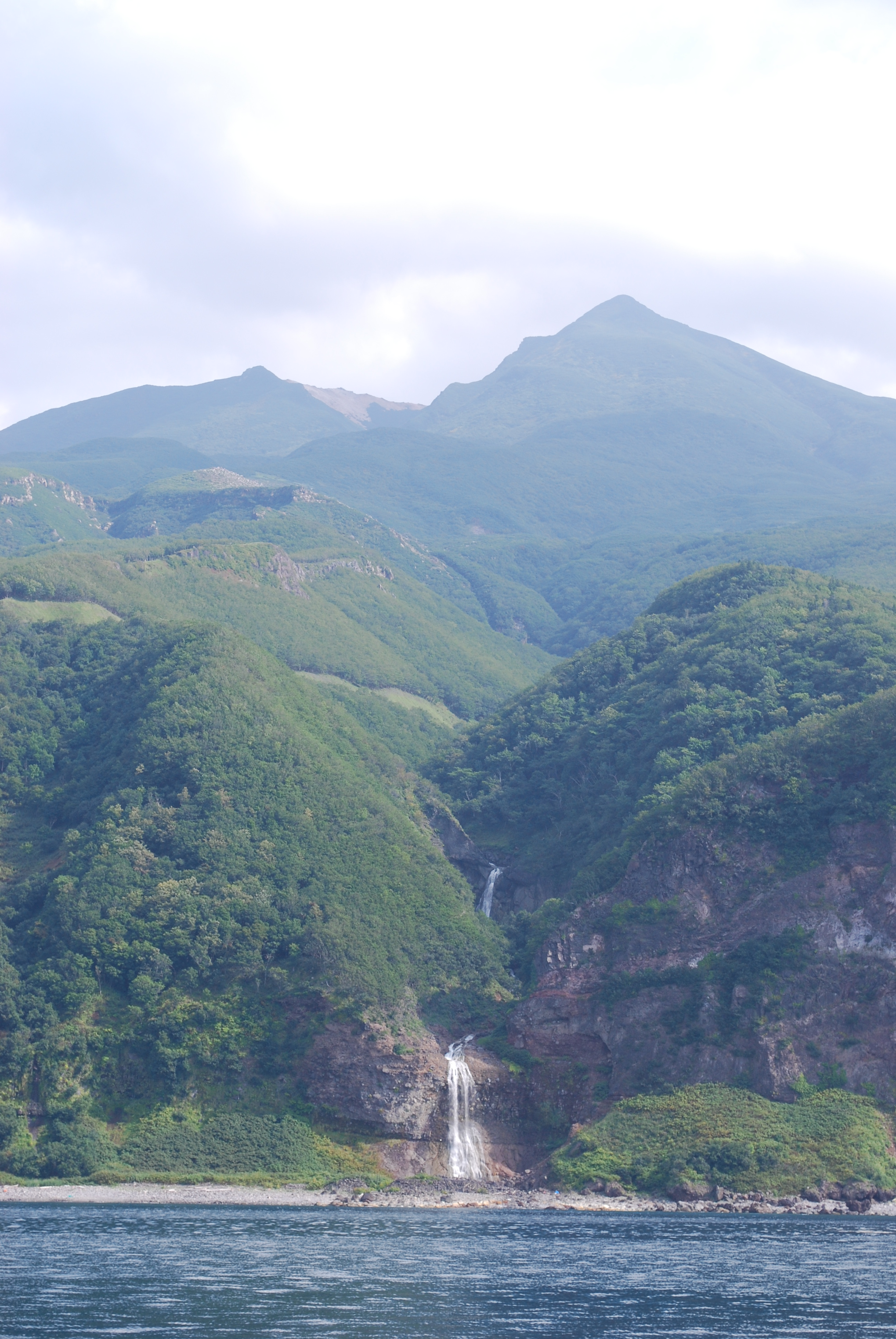
知床硫磺山（日语：知床硫黄山）及神之水瀑布，中間可見神之水溫泉瀑布
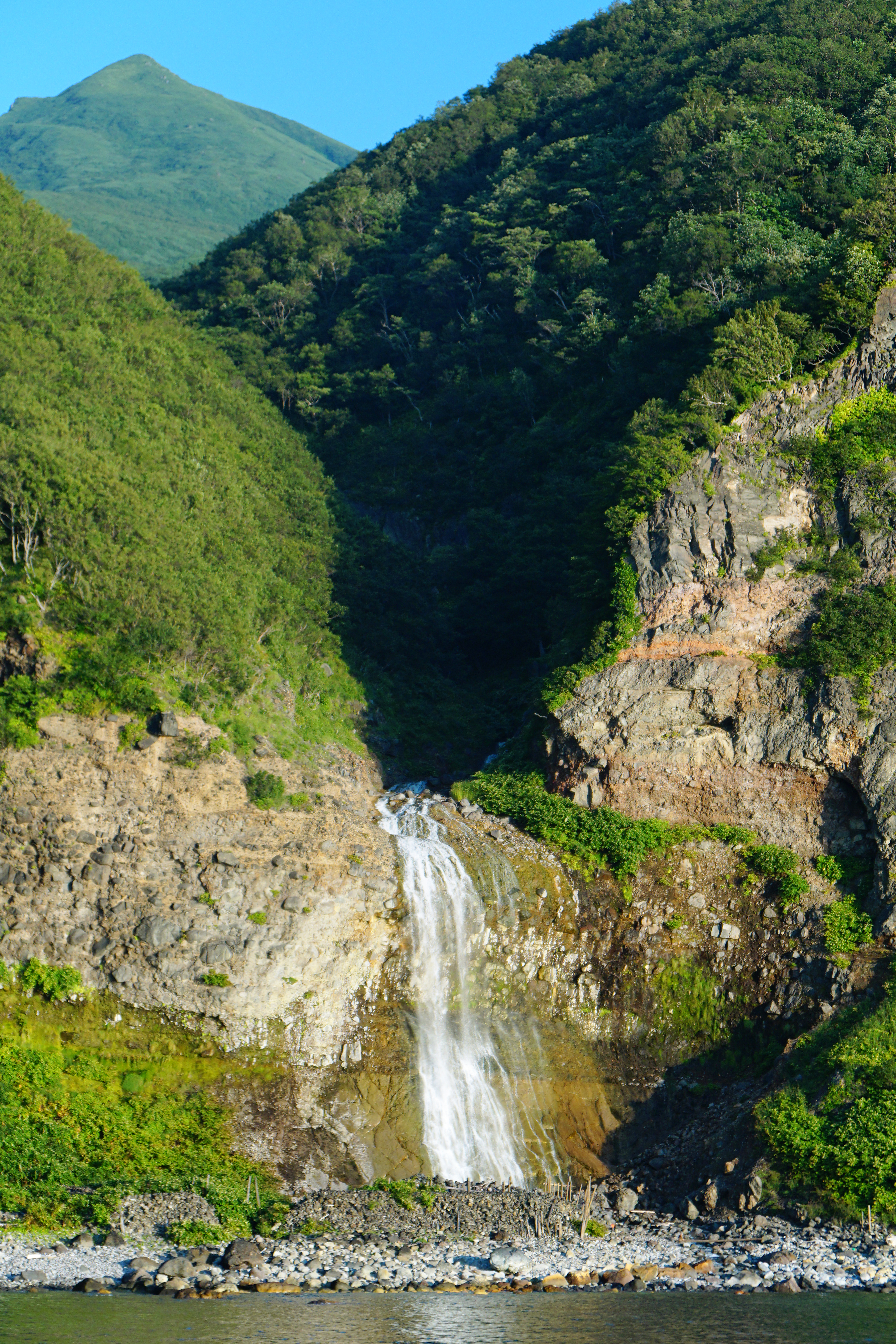
神之水瀑布

## 外部連結
- （日語） 神之水溫泉瀑布 （页面存档备份，存于） - 知床斜里町觀光協會
- （日語） 神之水溫泉瀑布 （页面存档备份，存于） - 知床自然中心